# 大鳳冠雉
大鳳冠雉，俗稱大寶冠鳥，是一種大型的鳳冠雉科鳥類。

## 特徵

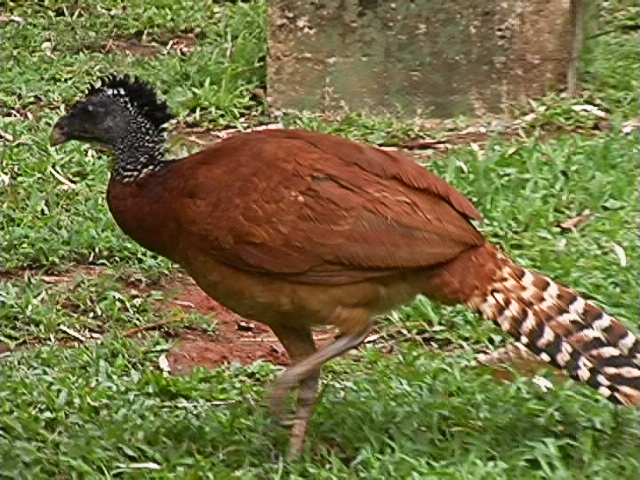
赤色形態。

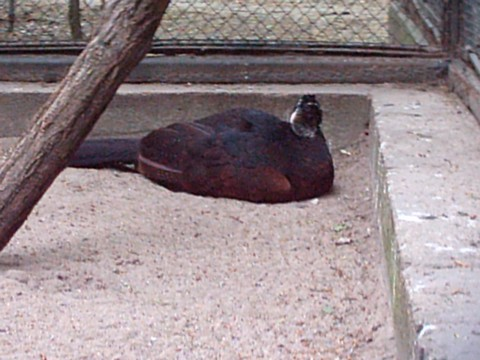
黑色形態。

大鳳冠雉主要是黑色的，喙上有黃色的瘤，冠上的羽毛彎曲。牠們長78-92厘米，重達4.8公斤。雌性大鳳冠雉有三個形態：斑紋形態的頸部、展翼、翼及尾巴都有斑紋；赤色形態的整體都呈赤褐色，尾巴有斑紋；黑色形態的頸部、展翼、翼及尾巴都是黑色的，翼上有些斑紋。在大部份地區只會有一或兩個形態出沒，也有些是介乎於這些形態之間的。
大鳳冠雉是一夫一妻制的，主要分佈在由墨西哥東部經中美洲、至哥倫比亞西部及厄瓜多爾西北部的雨林。牠們主要吃果實、無花果及節肢動物。

## 演化歷史
大鳳冠雉是鳳冠雉屬中分佈最北的物種。牠們的分支自900萬年前中新世晚期就已經居住在南美洲北部。當600萬年前位於哥倫比亞的安地斯山脈向上昇時，大鳳冠雉的祖先就與東南部的群落分隔。後者演化成為藍嘴鳳冠雉。大鳳冠雉的祖先於上新世及更新世的南北美洲生物大遷徙，沿太平洋海岸的安地斯山脈向中美洲擴散。

## 生態
由於失去棲息地及過份獵殺，大鳳冠雉被世界自然保護聯盟列為近危，而國際鳥盟亦建議將牠們升級為易危。在哥斯達黎加、瓜地馬拉、哥倫比亞及洪都拉斯，牠們亦被列在《瀕危野生動植物種國際貿易公約》附錄三中。在科茲莫較細小的亞種C. r. griscomi，現存只妻數百隻。牠們的數量自1980年代逐步上升，或在低位浮動。牠們亦受到颶風的威脅。
大鳳冠雉與藍嘴鳳冠雉及黑鳳冠雉都有混種。

## 外部連結
- BirdLife Species Factsheet （页面存档备份，存于）
- 大鳳冠雉的郵票 （页面存档备份，存于）